# 三島神社 (鴻巣市)
三島神社（みしまじんじゃ）は、埼玉県鴻巣市の神社。

## 歴史
創建年代は不明である。ただ当地は鶴間家によって開発されていることから、開拓者の鶴間家によって創建されたものと推測される。また鶴間家の屋敷は、当社から約200メートル南西に位置しており、屋敷から見て当社は鬼門（北東）の方角に位置していることから、「鬼門除け」の意味も兼ねているものと考えられる。近くの観音寺が別当寺であった。
1873年（明治6年）、近代社格制度に基づく「村社」に列せられた。
当社は三嶋神社古墳と呼ばれる古墳の上に建てられている。全長55メートルもあり、鴻巣市に合併される前の吹上町最大の古墳である。

## 文化財
- 三嶋神社古墳（鴻巣市指定史跡 昭和34年1月16日指定）[2]

## 交通アクセス
- 吹上駅より徒歩23分。